# Earl Washington Jr.
Earl Washington Jr., né le 3 mai 1960, est un ancien détenu du couloir de la mort de Virginie, qui a été entièrement acquitté en 2000 des accusations de meurtre portées contre lui en 1984. Il avait été condamné à la peine de mort en 1984 pour le viol et le meurtre de Rebecca Lyn Williams en 1982 à Culpeper, en Virginie. Washington a un QI estimé à 69, ce qui le classe comme handicapé intellectuel. Un an plus tard, il a été contraint d'avouer le crime lorsqu'il a été arrêté pour des motifs non liés. Il a échappé de peu à l'exécution en 1985 et 1994.
Washington devait être exécuté en septembre 1985, mais un effort de défense et un appel pro bono ont  suspendu l'exécution tandis qu'il était fait  appel de sa condamnation. Sur la base de questions sur sa condamnation pour meurtre soulevée en 1993 sur la base de tests ADN, qui n'étaient pas disponibles au moment du procès, la peine de mort de Washington a été commuée en 1994 par le gouverneur Douglas Wilder en réclusion à perpétuité. En 2000, des tests ADN supplémentaires ont été effectués, car de nouvelles technologies étaient disponibles. Sur cette base, Washington a été gracié par le gouverneur James Gilmore et libéré de prison. En 2006, il a obtenu un dédommagement de la succession de l'agent Curtis R. Wilmore, qui avait contraint les aveux de Washington. En 2007, il a reçu un règlement de l'État.

## Contexte
En 1982, Rebecca Lynn Williams, 19 ans, mère de trois enfants, a été violée et assassinée à Culpeper, en Virginie. En 1983, dans le comté voisin de Fauquier, en Virginie, Earl Washington Jr., un homme noir ayant le développement mental d'un enfant de 10 ans été arrêté et a admis avoir pénétré par effraction dans la maison et blessé un voisin pendant une bagarre en état d'alcoolisation. Par la suite, la police a contraint des aveux de Washington pour le viol / meurtre et trois autres agressions sexuelles. Les trois autres accusations ont été rapidement réfutées sur la base des déclarations des témoins et des preuves matérielles. L'affaire de viol / meurtre a été jugée uniquement sur la base d'aveux obtenus après "des jours de répétition et de remodelage par la police"  à travers des questions suggestives, Washington acceptant les corrections des détectives lorsqu'il a obtenu des détails sur le crime, y compris la race de la victime, et de la scène du crime mal,,.
Avec une représentation de mauvaise qualité par l'avocat de la défense ⁠— ⁠ cet avocat de la défense n'avait pas discuté de sa déficience intellectuelle comme facteur atténuant lors de la détermination de la peine ⁠— ⁠Washington a été reconnu coupable du meurtre de Williams et condamné à mort.

## Révision et appels
Après que Joseph Giarratano, un autre condamné à mort, ait pris en charge son cas en 1985, peu de temps avant la date prévue pour son exécution, il a noté son handicap mental,. Giarratano a contacté Maria Deans, une avocate bénévole avec laquelle il avait travaillé, qui a fait appel à une aide bénévole pour obtenir un sursis à exécution.
En 1993, les avocats de la défense de Washington ont obtenu qu'une analyse des preuves ADN de la scène du crime soit réalisée. Cela montrait que le sperme retrouvé ne pouvait pas être celui de Washington et soulevait un doute sur sa responsabilité dans les crimes pour lesquels il avait été condamné. La cour d'appel a refusé de rejuger l'affaire car la Virginie a de sévères limites quant au moment où de nouveaux éléments de preuve peuvent être présentés après la condamnation. Neuf jours avant le report de l'exécution de Washington, le gouverneur de Virginie Douglas Wilder a commué sa peine en prison à vie,.
En 2000, après que des tests ADN plus précis ont relié un autre homme au crime, Washington a été disculpé, recevant une grâce complète du gouverneur James Gilmore,. Washington était représentée par les avocats Robert T. Hall, Eric M. Freedman, Gerald Zerkin et Barry A. Weinstein.
En 2006, Washington a reçu 2,25 millions de dollars de la succession de l'agent Curtis R. Wilmore qui avait contraint la fausse confession de l'accusé,. En 2007, Washington, l'État de Virginie et la succession de Wilmore ont convenu d'un règlement par lequel Washington devait recevoir 1,9 million de dollars pour condamnation injustifiée de l'État,.
En 2007, Kenneth Tinsley, qui purgeait déjà une peine d'emprisonnement à perpétuité et avait été identifié dans un examen de la base de données ADN de l'État comme correspondant à l'ADN de la scène du crime, a plaidé coupable au viol et au meurtre de Rebeca Lyn Williams,.

## Conséquences
Depuis que Washington a été exonéré des charges qui pesaient contre lui, la Cour suprême des États-Unis a statué dans Atkins c. Virginia (2002) que la peine de mort pour les personnes handicapées mentales était inconstitutionnelle. Il a ordonné aux États de réexaminer les cas des personnes condamnées à mort qui avaient été reconnues coupables et porteuses d'un tel handicap et de commuer leurs peines en des peines inférieures appropriées. Le cas de Washington est fréquemment cité par les opposants à la peine de mort comme un exemple de condamnation à mort injustifiée. C'est un homme innocent qui a été sauvé de justesse de son exécution. Jerry Givens, le bourreau qui devait tuer Washington en 1985, a cité cette affaire comme un facteur décisif dans sa conversion en militant anti-peine de mort.

## Voir également
- Projet Innocence
- La peine capitale aux États-Unis
- Erreur judiciaire
- Faux aveux